# 传承字
传承字是指传承下来的汉字。在使用简化字的地区，傳承字是历史上流传下来沿用至今，未加整理简化或不需要整理简化的字；而在汉字简化之前或者尚未经历汉字简化的地区，傳承字是指前代已有的字，大致上就是新造字以外的字。在汉字构形属性历时演变的研究中，断代测查样本中前代样本中已有的字，称之为传承字。
在汉字简化的过程中，传承字既不属于简化字，也不属于繁体字。中国大陆目前使用的规范汉字主要包括简化字和未经简化的传承字。
大部分的汉字都是传承字。GB 2312中的传承字有四千多个，约占2/3。而《通用规范汉字表》中收录的8105个字中有不到六千个传承字，超过2/3。
中国大陆目前主要使用的规范汉字使用新字形。

## 传承字的例子
很多字並沒有简化，如“工欲善其事，必先利其器”或“一班小朋友在玩耍”中的字都是传承字。這些字既不是繁体字，又不是简化字。

## 特點
- 初現於漢代的楷書的書寫結構，之後結構變化少，沿用至今。
- 繁體字在中國大陸出台《简化字总表》后被简化字替换。现以簡化字和未简化的传承字为规范汉字。
- 繁體字目前通行於臺灣、澳門、香港以及海外華人社區。
- 在中國大陸地區和新加坡一部分民眾可對繁體字完整閱讀，但書寫多用簡化字。
- 在馬來西亞，大部分華人可對繁體字完整閱讀，但書寫多用簡化字。
- 大五碼為繁體中文最常用的電腦編碼；常用的簡體中文編碼為GB 2312、GBK或GB 18030。在GB 18030和Unicode下可以同時使用繁體字、簡化字和傳承字。

在文字學上，繁體字较能表示中文的六書裡屬於獨體造字法的象形和指事，與屬於合字造字法的會意和形聲，這四種造字原則。部分簡化字則較難直接表達出中文字的此一特性。